# Sint Philipsland (eiland)
Sint Philipsland is een schiereiland in de gemeente Tholen in de Nederlandse provincie Zeeland. Op het schiereiland met een oppervlakte van ongeveer 23 km² liggen de dorpen Sint Philipsland en Anna Jacobapolder en de buurtschap De Sluis.
Sint Philipsland is sinds 1884 via de Slaakdam verbonden met het vasteland van Noord-Brabant. Naar het zuiden is het sinds 1973 via de Krabbenkreekdam verbonden met Tholen. Naar het noorden is Sint Philipsland sinds 1988 via de Philipsdam verbonden met de Grevelingendam en dus met Overflakkee en Duiveland. Het veer Anna Jacobapolder - Zijpe werd hiermee overbodig.

## Geschiedenis
De eerste inpoldering van een gedeelte van het huidige Sint Philipsland vond plaats in 1487, op initiatief van Anna van Bourgondië, een buitenechtelijke dochter van hertog Philips van Bourgondië. Zij liet een kerk bouwen die gewijd was aan Philippus om zo wellicht de beschermheilige van haar vader te eren en zijn naam te bewaren. Zowel in 1530 (Sint-Felixvloed) als in 1532 (Allerheiligenvloed) overstroomde de polder als gevolg van zware stormen. Na de laatste storm bleef het eiland gedurende lange tijd niet hersteld.
Tijdens de Tachtigjarige Oorlog staken, in de nacht van 28 op 29 september 1576, 1500 Spaanse troepen onder bevel van Osorio de Ulloa vanaf het onbedijkte Sint Philipsland het Zijpe over naar Duiveland om van daaruit het beleg op te slaan voor Zierikzee. Tijdens de slag op het Slaak in september 1631 vernietigde een Zeeuwse vloot onder Marinus Hollaere de Spaanse vloot.
In 1645 werden de schorren herdijkt, het nieuwe eiland was iets groter en lag iets zuidelijker dan zijn voorganger. In 1776 werd de Henriëttepolder ingedijkt. De oppervlakte van het eiland werd in 1847 verdubbeld met de indijking van de Anna Jacobapolder en de Kramerpolder. De Willemspolder volgde in 1859 en de Prins Hendrikpolder in 1907. In 1935 kreeg Sint Philipsland zijn uiteindelijke vorm met de bedijking van de Abraham Wissepolder.
De Prins Hendrikpolder kon ontstaan nadat in 1884 een dam door het Slaak was gelegd die het eiland verbond met het vasteland van Noord-Brabant. De polder werd over de provinciegrens doorgraven in verband met de aanleg van het Schelde-Rijnkanaal. In 1973 werden een brug over het kanaal en de ten behoeve van het kanaal aangelegde Krabbenkreekdam geopend.